# Аккем (приток Катуни)

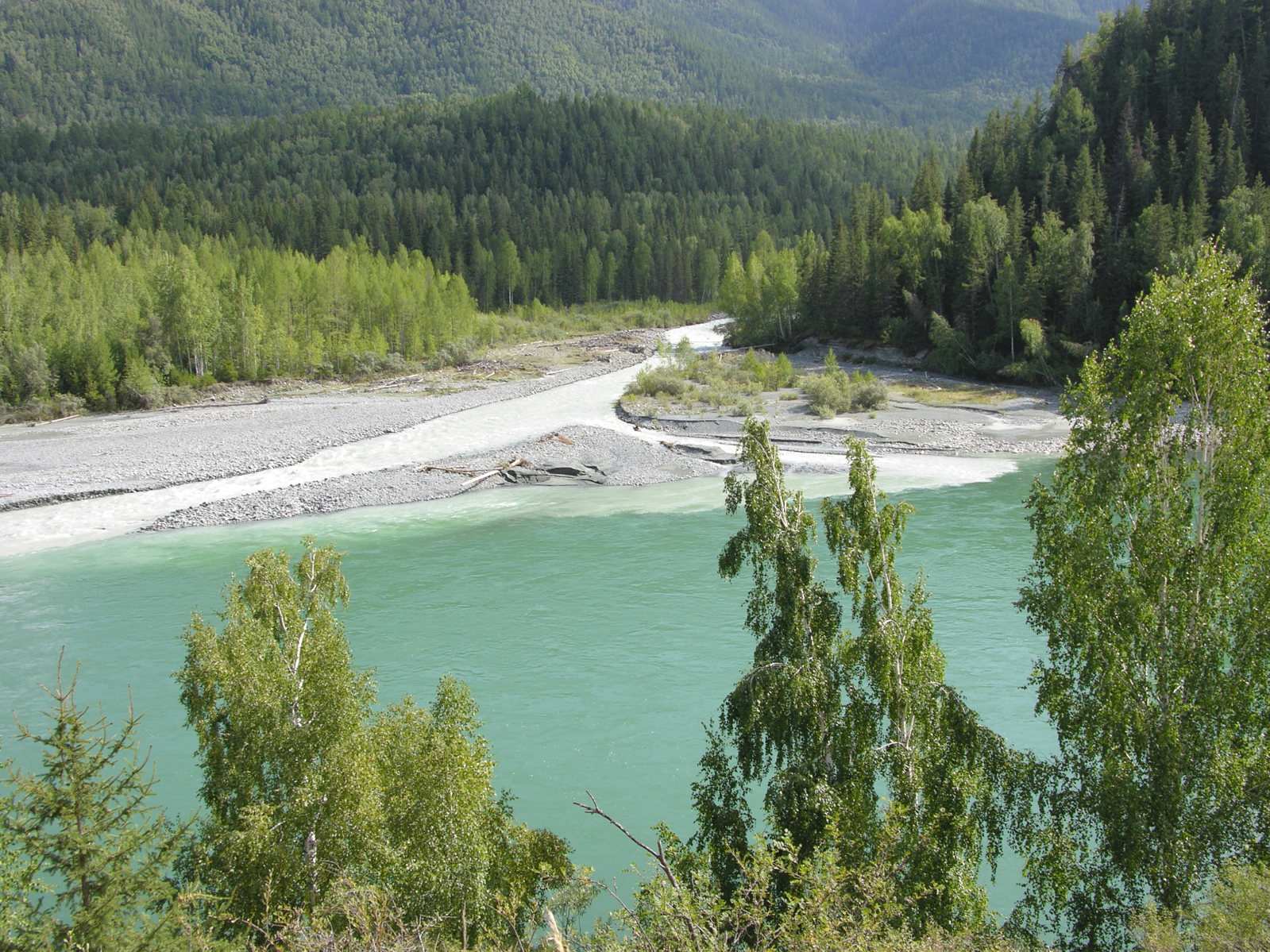
Аккем впадает в Катунь

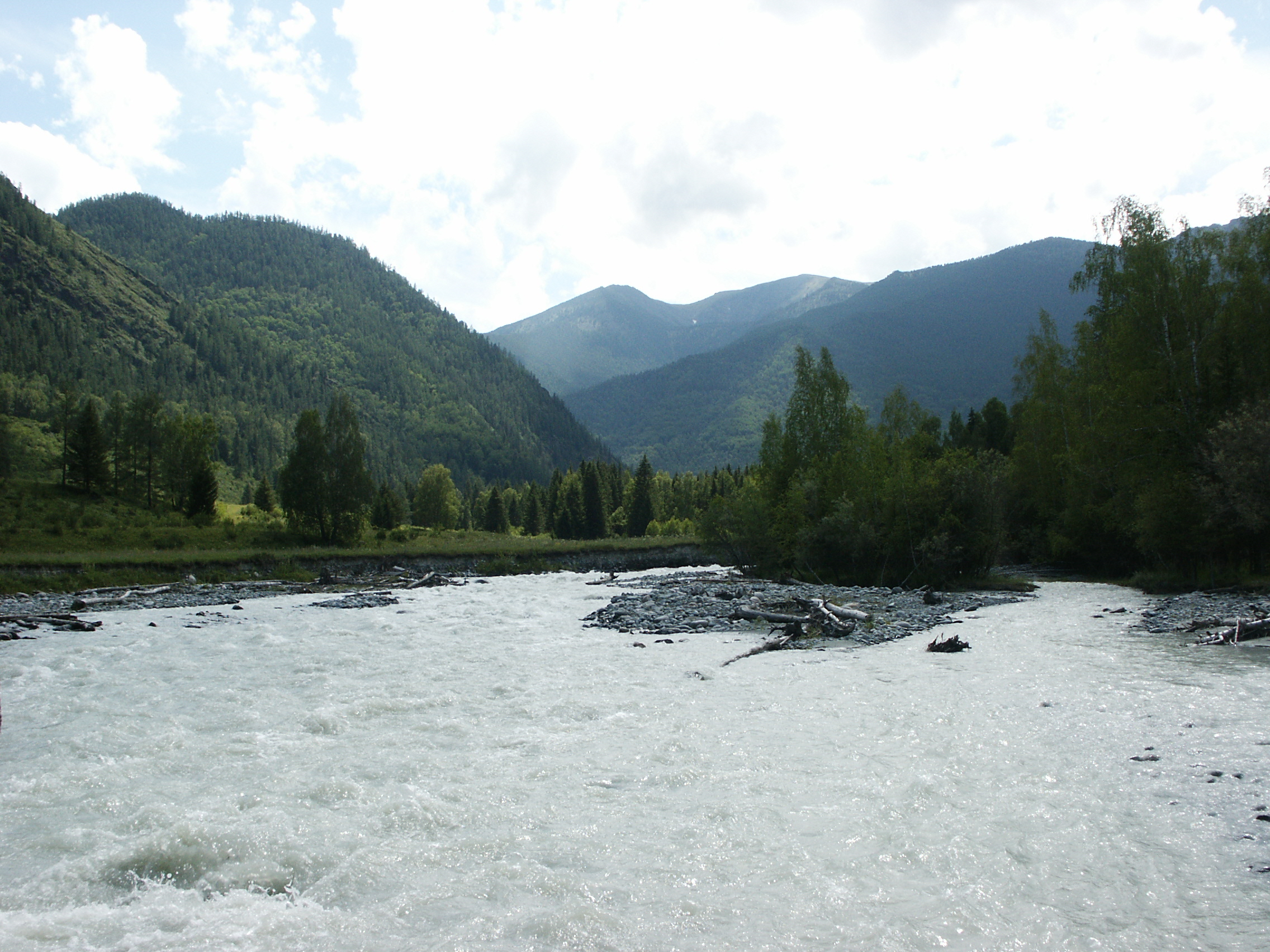
Вид с моста на р. Аккем

Акке́м (Акхем; алт. ак «белый» + тув. хем «река» — букв. «белая, мутно-белая, пенистая река») — река в Республике Алтай, правый приток Катуни. Длина реки — 36 км. Площадь водосборного бассейна — 454 км².
Берёт начало в Аккемском леднике (леднике Родзевича). В верхнем течении прокладывает дорогу среди крупных валунов, затем по крутому каменистому руслу спускается на ровную галечниковую площадку, где разбивается на несколько рукавов. Площадка окаймлена валом морены, перед которым иногда образуется небольшое озеро (Верхнее Аккемское озеро). Из озера вытекает среди крупных валунов и пересекает полосу старых, заросших морен.
Ниже озера, справа, в Аккем впадает река Караоюк. За моренами река входит в расширение долины, принимает слева приток Акоюк, разбивается на рукава и переходит в Аккемское озеро. Из озера, сужающегося к северному краю, вытекает широким перекатом и далее прокладывает дорогу в широкой заросшей долине.
Через 1 км справа впадает река Ярлу, через 10 км — река Текелю (которая начинается из ледников в верховьях Аккема и двигается по узкой, заваленной камнями долине). От устья Текелю долина Аккема становится уже, крутизна берегов возрастает, река надолго погружается в узкий скалистый провал. Только от устья Араскана, впадающего справа, долина вновь становится шире, появляются невысокие террасы.
Бурный поток Аккема имеет броды выше Верхнего Аккемского озера, ниже старых морен перед (нижним) Аккемским озером и у выхода из него. Конные броды имеются у Текелю и выше Араскана. Ниже Араскана Аккем можно перейти только по мосту.

## Притоки
(от устья)
- Ороктой (пр)
- Кузуяк (лв)
- Ойбок (лв)
- Куган (лв)
- Караойбок (лв)
- Караайры (пр)
- Тиланду (лв)
- 15 км: Араскан (пр)
- Аккемская Падь (лв)
- Чубре (пр)
- Дианду (лв)
- 22 км: Текелю (пр)
- Ярлу (пр)
- Аккемское озеро
- Акоюк (лв)
- Караоюк (пр)

## Данные водного реестра
По данным государственного водного реестра России относится к Верхнеобскому бассейновому округу, водохозяйственный участок реки — Катунь, речной подбассейн реки — Бия и Катунь. Речной бассейн реки — (Верхняя) Обь до впадения Иртыша.